# Oktiabriata
Oktiabriata (ros. октябрята) – radziecka organizacja polityczna skupiająca najmłodszych uczniów szkół podstawowych w ZSRR. 
Założona w 1923 przez władze radzieckie jako przybudówka Komsomołu, celem wychowywania w ideach komunizmu najmłodszych dzieci oraz przygotowania przyszłych kadr dla pionierów  i w dalszej perspektywie dla Komsomołu i KPZR. Nazwa organizacji (po polsku Październiczęta) nawiązuje do rewolucji październikowej i słowa ребята - rebiata (ros. dzieci). Początkowo przynależność do oktiabriat była dobrowolna, ale od lat 40. XX wieku przynależność stała się praktycznie obowiązkowa dla wszystkich dzieci w wieku 7-9 lat. Po ukończeniu 9 lat dzieci praktycznie automatycznie przechodziły do organizacji pionierów. 
Strój organizacyjny oktiabriat był bardzo zbliżony do pionierów, przy czym nie posiadali oni czerwonej chusty, mieli też trochę inną odznakę organizacyjną (czerwoną pięcioramienną gwiazdę z głową Lenina w dziecięcym wieku). Oprócz pogadanek politycznych, w dużym stopniu praca z oktiabriatami bazowała na licznych grach i zabawach, prowadzonych przez opiekujących się drużynami oktiabrskimi pionierów lub – rzadziej – komsomolców. 
Organizacja zanikła po 1990.